# Eigen beheer
Eigen beheer is het publiceren van een werk door een auteur of artiest zelf zonder tussenkomst van een uitgeverij of platenmaatschappij. Een uitgave uitbrengen is een vorm van zelfstandig ondernemen. De kunstenaar is tegelijk uitgever. Het begrip eigen beheer is vaak gekoppeld aan de wens van de kunstenaar artistiek autonoom te kunnen beslissen over zijn product. Deze werkwijze wordt ook wel DIY (Do-It-Yourself) genoemd.
Uitgaven in eigen beheer komen veel voor in subculturele kunst- en muziekgenres, waar uitgeven en distributie vaak nog marginaal van aard zijn. Bekende stromingen waarin ze veel voorkomen, zijn punk, indierock, lo-fi en small press. Veel avant-gardestromingen beginnen met eigen beheeruitgaven. Voorbeelden zijn de pamfletten van de dadaïsten en de futuristen. De No wave punkvariant was grotendeels gebaseerd op DIY en eigen beheer.
Uitgeven in eigen beheer staat niet gelijk aan amateurisme. Het kan zijn dat iemand geen uitgeverij of maatschappij bereid kon vinden zijn werk uit te geven. Net zo vaak echter is de keuze niet gedwongen gemaakt en kan een op de doelgroep gerichte landelijke of wereldwijde distributie van de eigen uitgave wel degelijk artistiek en commercieel succes opleveren. Het investeringsrisico is bij productie in eigen beheer meestal voor de artiest. Binnen de punk en aanverwante stromingen is in eigen beheer produceren vaak een politiek geïnspireerde keuze voor onafhankelijkheid.
De eerste ep van Loïs Lane is in Nederland een voorbeeld van een succesvolle eigen beheeruitgave. Een ander voorbeeld zijn de stripalbums van Haagse Harry, het tweede deel ervan bereikte een oplage van meer dan een miljoen exemplaren.
In de documentaire D.I.Y. or Die: How to Survive as an Independent Artist uit 2004 komen bekende DIY-artiesten als Lydia Lunch, Richard Kern, Steve Albini en Ian MacKaye aan het woord over waarom zij uitgeven in eigen beheer prefereren boven werken met een uitgever of platenlabel.
Het voor eigen risico uitgeven van boeken in eigen beheer neemt in de eenentwintigste eeuw een steeds grotere vlucht. Veel gespecialiseerde bedrijven bieden beginnende auteurs daarvoor hun diensten aan. Het negatieve stigma bij publiceren onder eigen beheer is afgenomen met de komst van tientallen auteurs die hiermee literair succes hebben bereikt. De bestseller Fifty Shades of Grey publiceerde de schrijfster E.L. James bijvoorbeeld eerst op haar eigen website, The Martian gaf Andy Weir eerst uit als eigen e-book, William P. Young publiceerde de bestseller The Shack in eigen beheer.